# Петрушко Владислав Іванович
Владислав Іванович Петрушко (січень 1911, місто Томськ, тепер Російська Федерація — 9 вересня 1980, місто Львів) — український радянський діяч, заступник голови виконавчого комітету Львівської обласної ради депутатів трудящих. Кандидат економічних наук, доцент.

## Біографія
Народився в родині директора заводу і домогосподарки. У 1925 році вступив до комсомолу.
У липні 1929 — квітні 1930 року — стажист-електромонтер пересувної електростанції міста Томська. У квітні — липні 1930 року — технік-електрик управління експлуатаційного району Томської залізниці на станції Ужур.
У липні 1930 — вересні 1933 року — студент Київського енергоінституту. У вересні 1933 — червні 1934 року — студент Московського планового інституту Держплану СРСР.
Член ВКП(б) з січня 1932 року.
У червні 1934 — вересні 1936 року — економіст-енергетик Східно-Казахстанської обласної планової комісії (облплану) Казахської РСР. У вересні 1936 — вересні 1937 року — начальник промислового сектора Східно-Казахстанської обласної планової комісії.
У вересні 1937 — січні 1939 року — тво. голови Східно-Казахстанської обласної планової комісії.
У січні 1939 — квітні 1941 року — голова Семипалатинської обласної планової комісії Казахської РСР.
У квітні 1941 — квітні 1943 року — секретар з питань промисловості і транспорту Семипалатинського обласного комітету КП(б) Казахстану.
У квітні 1943 — травні 1944 року — завідувач промислового відділу ЦК КП(б) Казахстану.
У червні 1944 — листопаді 1948 року — заступник секретаря Львівського обласного комітету КП(б) України з легкої і місцевої промисловості. У листопаді 1948 — листопаді 1950 року — завідувач промислового відділу Львівського обласного комітету КП(б)У.
У листопаді 1950 — 29 березня 1957 року — голова Львівської обласної планової комісії.
29 березня 1957 — 12 січня 1963 року — заступник голови виконавчого комітету Львівської обласної ради депутатів трудящих. 12 січня 1963 — 17 грудня 1964 року — 1-й заступник голови виконавчого комітету Львівської промислової обласної ради депутатів трудящих. 17 грудня 1964 — 26 січня 1971 року — заступник голови виконавчого комітету Львівської обласної ради депутатів трудящих.
З січня 1971 року — персональний пенсіонер союзного значення у місті Львові.
У березні 1971 — вересні 1980 року — доцент економічного факультету Львівського державного університету імені Івана Франка.

## Нагороди
- два ордени Трудового Червоного Прапора (23.01.1948;)
- два ордени «Знак Пошани» (24.10.1961)
- медаль «За доблесну працю у Великій Вітчизняній війні 1941—1945 рр.»
- медаль «За доблесну працю. В ознаменування 100-річчя з дня народження Володимира Ілліча Леніна» (1970)
- медаль «30 років Перемоги у Великій Вітчизняній війні 1941—1945 рр.» (1975)
- медаль «Ветеран праці» (18.10.1977)